# Pyropteron (Synansphecia) umbriferum
Pyropteron (Synansphecia) umbriferum is een vlinder uit de familie wespvlinders (Sesiidae), onderfamilie Sesiinae.
Pyropteron (Synansphecia) umbriferum is voor het eerst wetenschappelijk beschreven door Staudinger in 1871. De soort komt voor in het Palearctisch gebied.